# Lilienthal Normalsegelapparat
O Lilienthal Normalsegelapparat (termo alemão para: "aparato de planeio normal") foi um planador projetado por Otto Lilienthal na Alemanha no final do século XIX. Ele é considerado o primeiro aeroplano a ser construído em série, com exemplares sendo fabricados entre 1893 e 1896.

## Histórico operacional
Nove exemplares, segundo o que se sabe foram vendidos para compradores que incluíram: Nikolai Jukovsky e William Randolph Hearst. Três planadores normais estão preservados em museus, em Londres, Moscou e Washington, e um fragmento de um outro está preservado num museu em Munique. Um planador semelhante, o Sturmflügelapparat ("aparato de asa tempestade") está preservado no Museu Técnico de Viena.
Os voos de Lilienthal usando esse modelo percorria geralmente uma distância de 250 m, iniciando no topo de um morrote de lançamento que ele construiu. Uma estrutura frontal em forma de arco, chamada "Prellbügel", foi usada para reduzir o impacto no caso de queda. Mais tarde o Normalsegelapparat foi desenvolvido num biplano.

## Especificação
- Características gerais:
  - Tripulação: um
  - Comprimento: 5,30 m
  - Envergadura: 6,70 m
  - Área da asa: 13,6 m²
  - Peso vazio: 20 kg
- Performance:
  - Razão máxima de planeio: 5
  - Autonomia: 4 horas
  - Razão de subida: 1 m/s

### Galeria
|                                                     |                                                               |                                                                              |
| Propaganda do Normalsegelapparat publicada em 1895. | Desenho da patente do Normalsegelapparat de Lilienthal, 1895. | Placa memorial, Otto Lilienthal na Koepenicker Strasse 113 em Mitte, Berlim. |